# The Remix Collection
The Remix Collection — збірка реміксів гурту Boyz II Men, випущений лейблом Motown Records в 1995 році. Збірник був виданий проти бажання групи, що призвело до розриву зв'язків з лейблом Motown.

## Список композицій
1. «Under Pressure»
2. «Vibin' (The New Flava)»
3. «I Remember»
4. «Water Runs Dry»
5. «U Know»
6. «Hey Lover»
7. «I'll Make Love to You»
8. «Uhh Ahh»
9. «Motownphilly»
10. «On Bended Knee»
11. «Brokenhearted»
12. «Sympin»